# Hypoxis juncea
Hypoxis juncea är en enhjärtbladig växtart som beskrevs av James Edward Smith. Hypoxis juncea ingår i släktet Hypoxis och familjen Hypoxidaceae. Inga underarter finns listade i Catalogue of Life.

## Bildgalleri

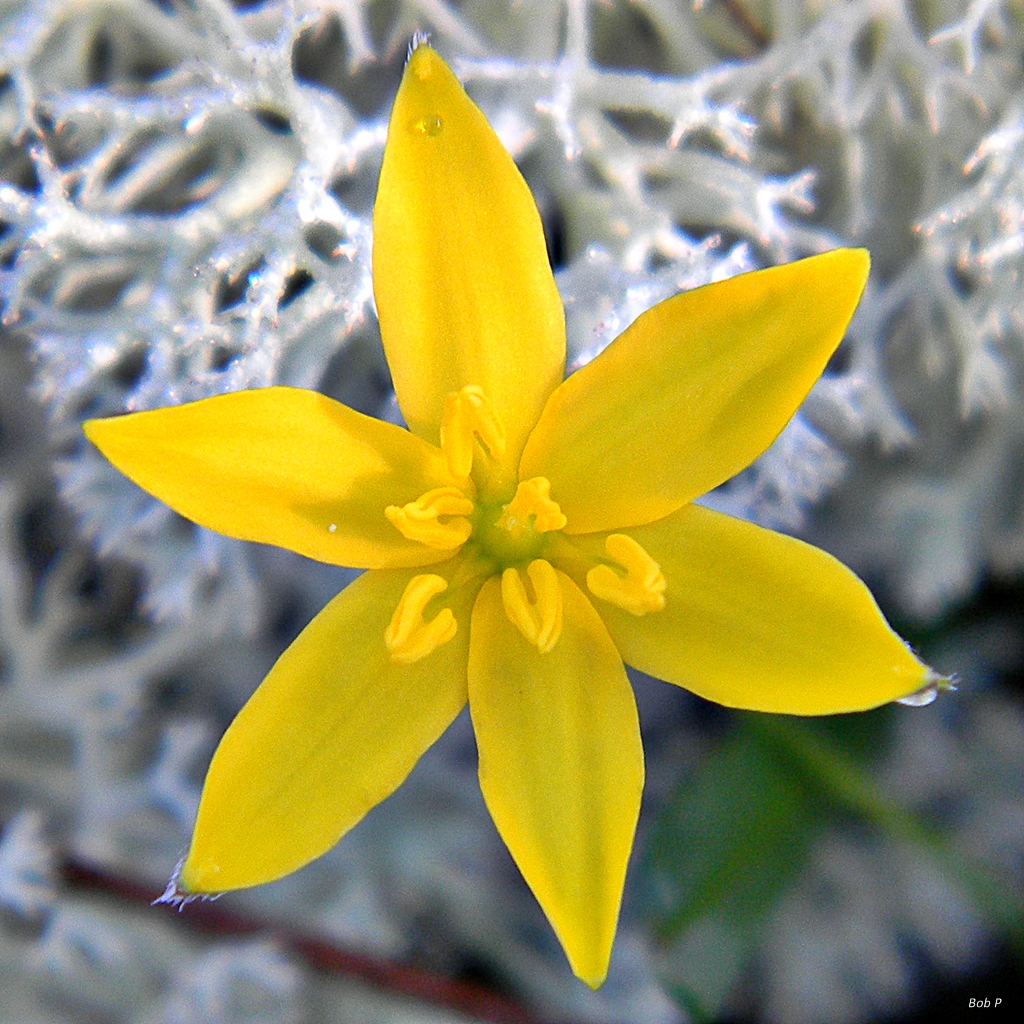